# 长肩毛玉山竹
长肩毛玉山竹（学名：Yushania vigens）为禾本科玉山竹属下的一个种。

## 扩展阅读
- 維基物種上的相關：长肩毛玉山竹